# Santa María Ozumbilla

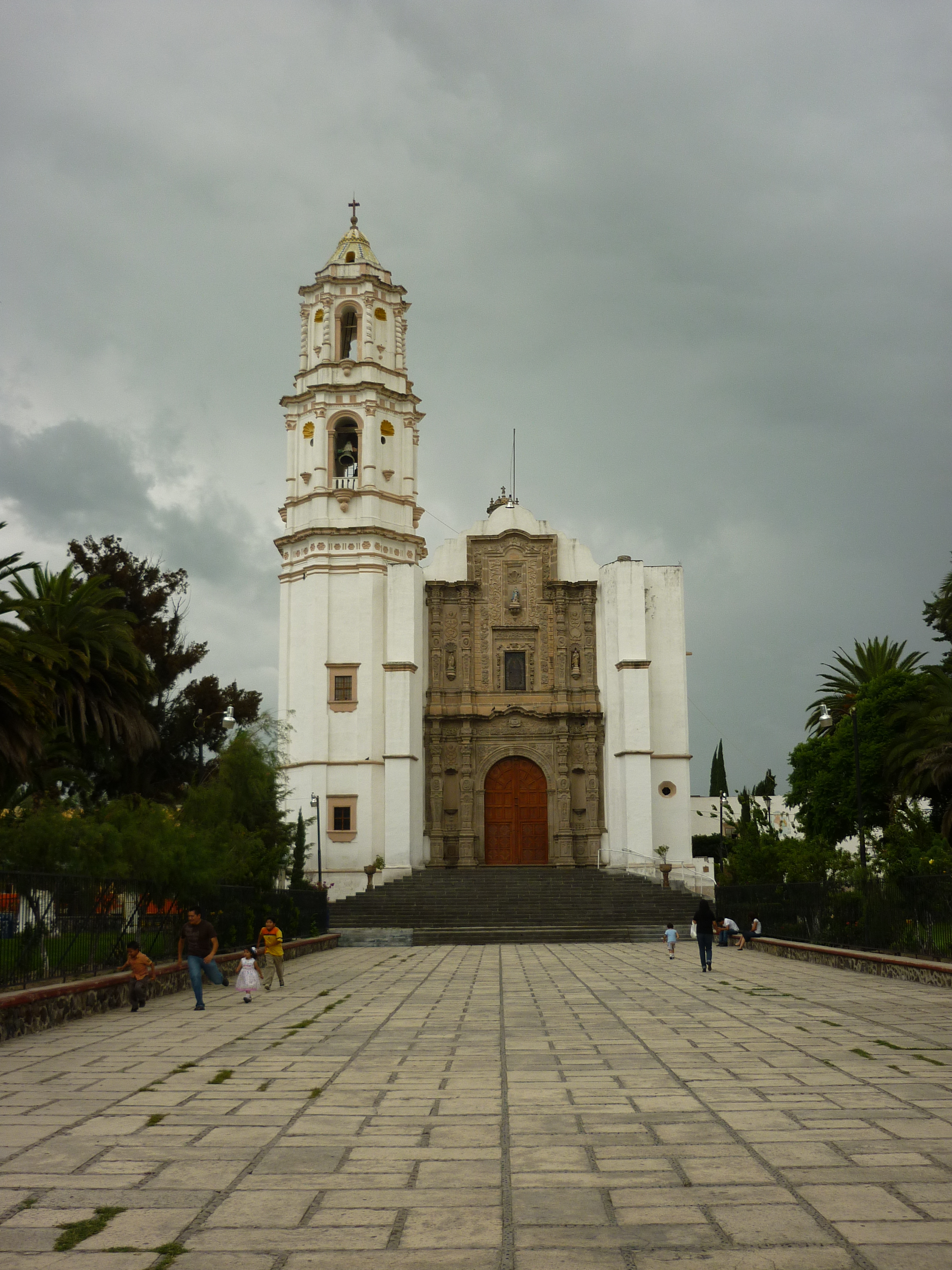
Parroquia de Santa María Ozumbilla, Tecámac, Estado de México

La Asuncion Ozumbilla ("Lugar entre cuevas"), es un pueblo fundado en la época prehispánica a orilla del lago de Xaltocan, por un grupo de olmecas y nahuas procedentes del sur y lo llamaron “Aztacalco” que significa “En la casa de las garza. Está localizado en los municipios de Tecámac y Tonanitla en el Estado de México en México. 
Su centro ceremonial estaba al oeste en unas cuevas, donde actualmente está la iglesia, por ello tiempo después se llamó “Oztótl”=Oztotitlan que significa “entre cuevas”. Actualmente desde inicios del año 2021 es un Pueblo Mágico, ya que ahora cuenta con sus letras célebres de colores, ubicadas en el centro del pueblo, siendo Ozumbilla el primer pueblo de Tecámac que cuenta con el nombramiento de Pueblo Mágico. Gracias a sus tradiciones como ferias del pueblo, bailes, danzas, gastronomía, costumbres, raíces y demás. 
Este poblado se encuentra al sureste del municipio de Tecámac, su extensión territorial es de 60 km².
El clima predominante es templado semiseco, con una temperatura media anual es de 16.4 °C, con una máxima de 31.5 °C y una mínima de 6.5 °C.

## Historia
La iglesia de Santa María Ozumbilla, fundada por los agustinos en el siglo XVII y terminada por el clero secular entre los siglos XVIII y XIX, destaca por su impresionante torre campanario, su fachada labrada en cantera y la cúpula con mosaico poblano elaborada a mano. 
Santa María Ozumbilla se ubica sobre la carretera México - Pachuca en el kilómetro 32, municipio de Tecámac de Felipe Villanueva, Estado de México.
Cuenta con su propia estación del Mexibus de la línea 1.

## Fiestas principales
Se celebran dos fiestas patronales al año: el 2 de febrero dedicada a la Virgen de la Candelaria y la del 15 de agosto en honor de la Virgen de la Asunción; festividades que son organizadas por un comité de mayordomía que reúne fondos económicos con los vecinos del lugar para sufragar los gastos de las mismas.